# James Sixsmith
James Sixsmith (* 26. März 1984 in Alexandria, Virginia) ist ein ehemaliger US-amerikanischer Eishockeyspieler.

## Karriere
James Sixsmith begann seine Karriere als Eishockeyspieler in der Mannschaft des College of the Holy Cross, für das er von 2003 bis 2007 in der National Collegiate Athletic Association aktiv war. Anschließend gab der Angreifer gegen Ende der Saison 2006/07 für die Bridgeport Sound Tigers aus der American Hockey League sein Debüt im professionellen Eishockey. In den folgenden drei Spielzeiten spielte er in der AHL für die Milwaukee Admirals und erneut die Bridgeport Sound Tigers, sowie in der ECHL für die Cincinnati Cyclones und Utah Grizzlies, wobei er mit Cincinnati in der Saison 2007/08 den Kelly Cup gewann.
Für die Saison 2010/11 wurde Sixsmith von den Kölner Haien aus der Deutschen Eishockey Liga verpflichtet. Im Juni 2011 nahm er ein Angebot des HK Jesenice aus der Österreichischen Eishockey-Liga an. Im November 2011 wechselte der US-Amerikaner zum Lørenskog IK in die norwegische GET-ligaen, wo er bis zum Abschluss der Saison 2013/14 starke Offensivleistungen erbrachte, wobei er vor allem in der Saison 2011/12 individuelle Auszeichnungen erhielt; darunter die Wahl ins norwegische All-Star-Team 2011/12. Am 1. Juni 2014 wurde sein Wechsel zum schwedischen Klub Södertälje SK bekanntgegeben. Dort konnte er sein Offensivtalent kaum zeigen und brachte es nur auf sechs Scorerpunkte (drei Tore und drei Assists) in 21 Ligaspielen. Daher wurde er Ende November 2014 freigestellt.
Im Dezember 2014 wechselte er zum Ligakonkurrenten Asplöven HC. Seine Karriere ließ er von 2015 bis 2019 in Norwegen bei seinem Ex-Verein Lørenskog IK ausklingen.

## Erfolge und Auszeichnungen
- 2004 AHA All-Rookie Team
- 2006 AHA Tournament MVP
- 2007 AHA Individual Sportsmanship Award
- 2008 Kelly-Cup-Gewinn mit den Cincinnati Cyclones
- 2012 Norwegian All-Star Team